# Delle Grazie Battery

Britische Küstenbefestigungen auf Malta, Nordostteil, Skizze

Die Della Grazie Battery ist eine Befestigungsanlage auf Malta. Sie wurde von 1888 bis 1893 zur Zeit der britischen Herrschaft über die Inseln erbaut. Sie befindet sich an der Nordostküste der Insel ca. 3,1 km südöstlich von Fort St Elmo und 7,6 km nördlich von Delimara Point. Die Batterie ist ein nahezu vollständig erhaltenes Beispiel für die Küstenbefestigungen gegen Ende des 19. und zu Beginn des 20. Jahrhunderts.

## Vorgeschichte

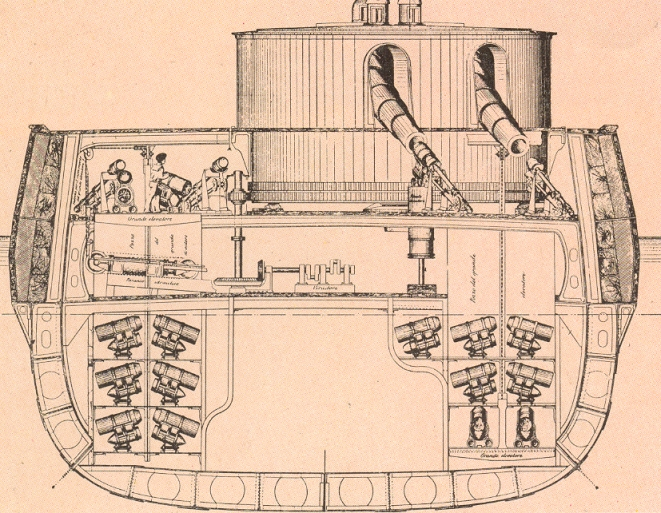
Schlachtschiff Duilio, Regia Marina Italia

Unmittelbar nach der Übernahme der Inseln durch die Briten im Jahre 1800 wurden die vom Johanniterorden erbauten Befestigungen nahezu unverändert genutzt. Im Einklang mit den damaligen militärtheoretischen Vorstellungen wurde die im Mittelmeer operierende Royal Navy als zuverlässigster Schutz gegen eine Invasion der Inseln angesehen. Die Situation änderte sich jedoch mit der Zusammenfassung der Flotten Sardiniens, der Bourbonen, Siziliens und des Kirchenstaates am 17. November 1860 und der Gründung der Regia Marina Italiana am 17. März 1861. Die einsetzende Aufrüstung der italienischen Flotte wurde von den Briten als Bedrohung ihrer beherrschenden Rolle im Mittelmeerraum empfunden. So legte die Regia Marina 1873 die Schlachtschiffe der Caio-Duilio-Klasse auf Kiel. Ausgerüstet waren diese mit je vier 450-mm-Kanonen und zudem stark gepanzert. Zudem führte die Einführung großkalibriger Granaten statt der bisherigen Bombengeschosse zu einer Revolutionierung der schweren Schiffsartillerie.
Die sich abzeichnende Entwicklung machte deutlich, dass die Befestigungen auf Malta verstärkt werden mussten. Nach der Sicherung der Zugänge zu den Häfen mit der Rinella und Cambridge Battery und der Verstärkung der Befestigungen im Gebiet des Grand Harbour hatte die Sicherung der relativ flachen und damit für Landungen gut geeigneten Nordküste höchste Priorität. Zwischen 1872 und 1878 wurde hier eine Reihe von Forts errichtet. Ab den achtziger Jahren des 19. Jahrhunderts stand Beton als Baustoff für Befestigungsanlagen zur Verfügung. Gleichzeitig wurden Hinterladerkanonen eingeführt. Diese Kanonen konnten einfacher und damit schneller geladen werden und hatten eine höhere Reichweite als die bisher eingesetzten Vorderladergeschütze. Sowohl Schutz als auch Wirksamkeit von Küstenbefestigungen konnten damit nachhaltig verbessert werden. Ab 1888 wurden daher die Befestigungen auf Malta durch mehrere Küstenbatterien verstärkt. Im Nordostteil wurden die Delle Grazie Battery und die Żonqor Battery erbaut.

## Aufbau

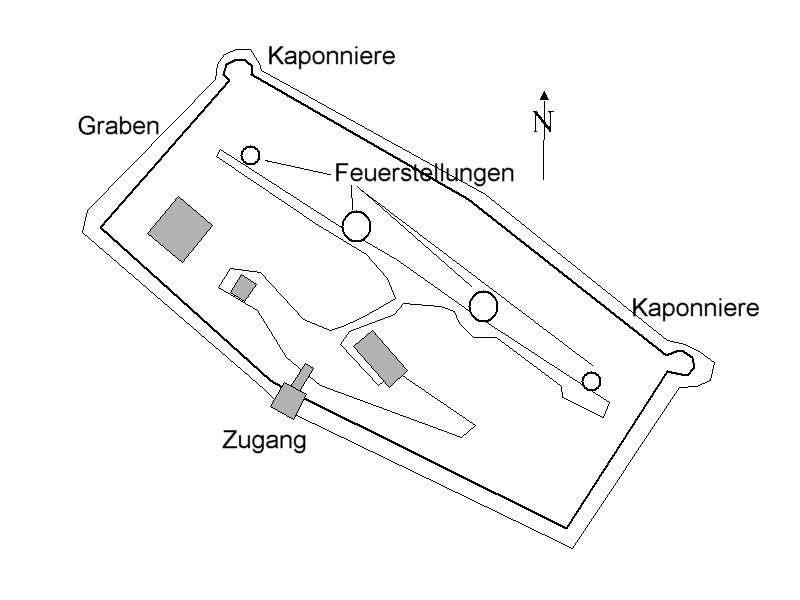
Delle Grazie Battery, Skizze

Die Delle Grazie Battery hat ihren Namen von einem der Wignacourt Tower erhalten, der sich in unmittelbarer Nähe befand.
Die Batterie hat die Form eines sehr flachen Sechsecks und ist ca. 175 m breit und ca. 75 m tief. Sie ist von einem etwa 5 m breiten Graben umgeben. Im Graben selbst befanden sich zwei Kaponniere. Die Mauern bestanden ursprünglich aus Bruchstein und wurden durch Beton verstärkt. Die Abdeckungen der Kaponniere wurden nach damaligen Vorstellungen beschusssicher in Beton ausgeführt. Die festen Feuerstellungen befanden sich innerhalb der Batterie um ca. 25 m zurückgesetzt. Die Zugänge zu den Feuerstellungen und zum Munitionslager befinden sich unterhalb des Niveaus des umliegenden Geländes und sind daher weitgehend gegen Beschuss geschützt. Der Zugang zur Batterie erfolgt über ein in der südlichen Mauer befindliches Torhaus. Die Anlage war auf maximalen Schutz und größtmögliche Wirkung gegen größere Seeziele auf weite Entfernungen optimiert. Zum Kampf gegen kleinere Seeziele und vor allem gegen angelandeten Feind bedurfte sie der Unterstützung.

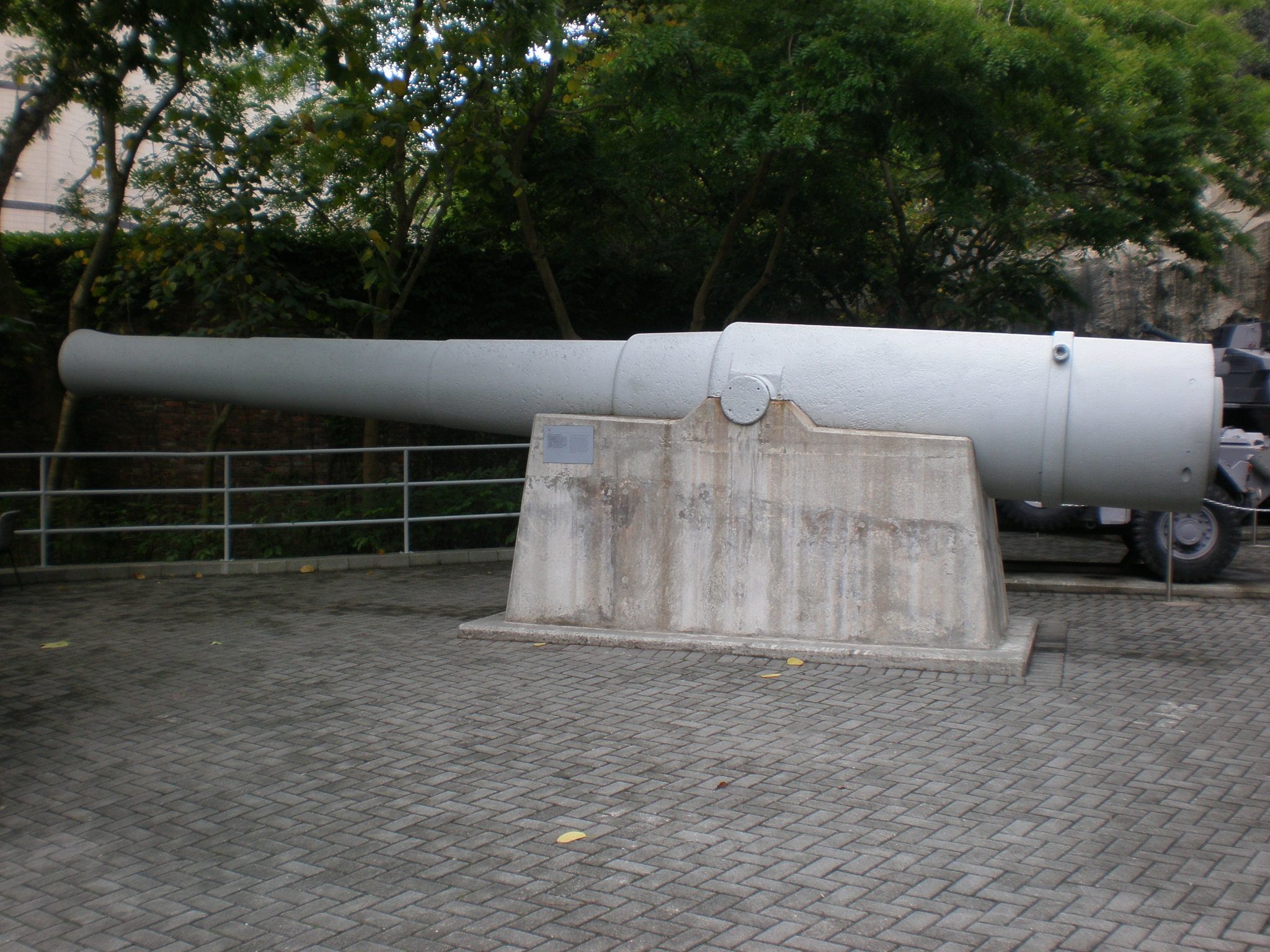
BL 10 inch gun

Die Batterie wurde zunächst mit zwei Kanonen BL 10 inch gun (Kaliber 254 mm) ausgerüstet. Diese Kanonen wurden aufgrund einer Forderung des britischen Committee on Ordnance von 1879 entwickelt und gehörten zu den ersten Hinterladergeschützen, die bei der Royal Navy ab 1885 eingeführt wurden. Sie hatten eine Reichweite von ca. 9 km und verschossen Granaten mit einem Geschossgewicht von 227 kg (500 pounds). Ab 1889 wurden Entwicklung und Herstellung zugunsten der favorisierten Kaliber 9.2 und 12 inch aufgegeben.

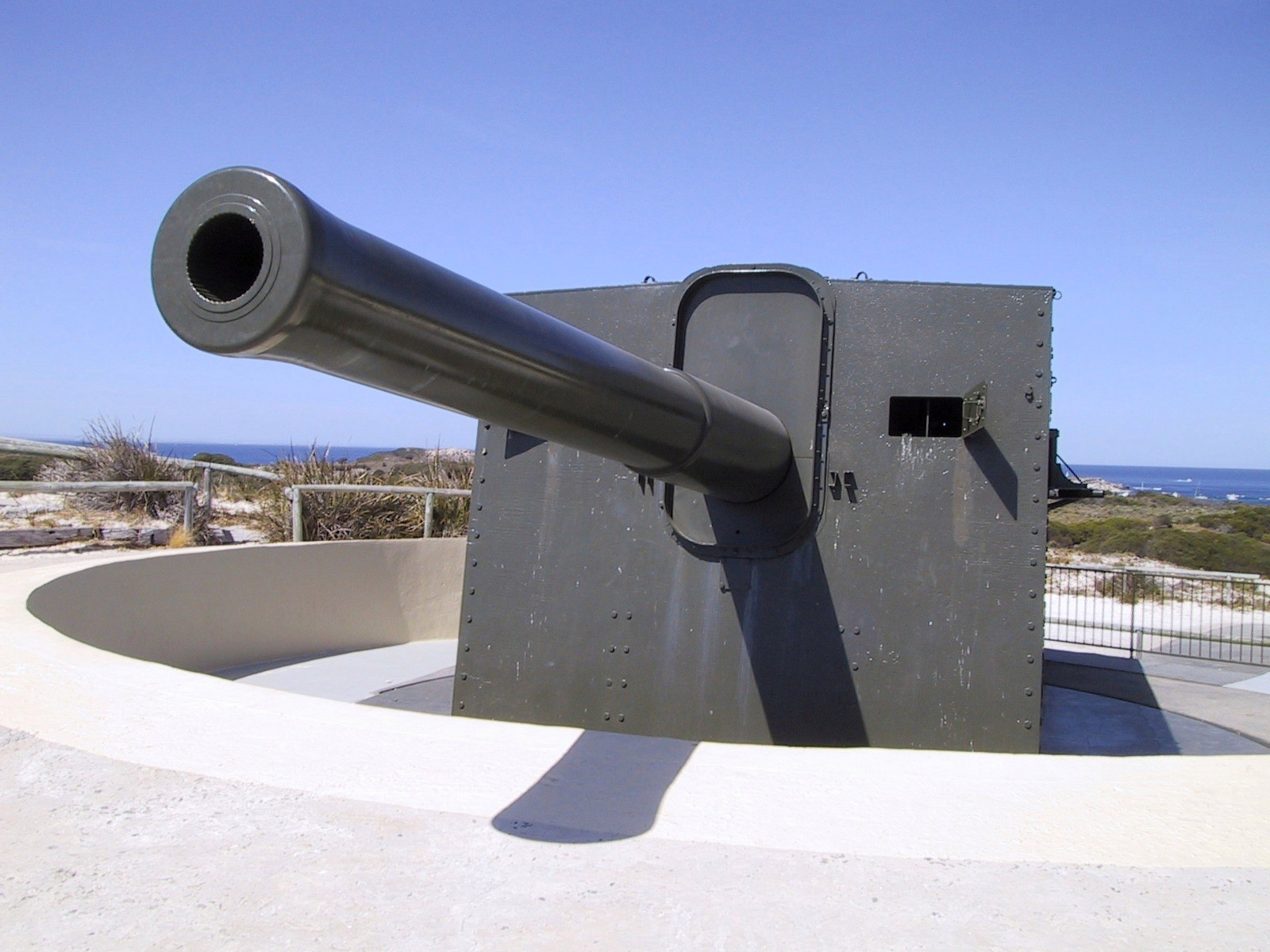
BL 9.2 inch gun Mk X, hier in Rottnest Island, Australien

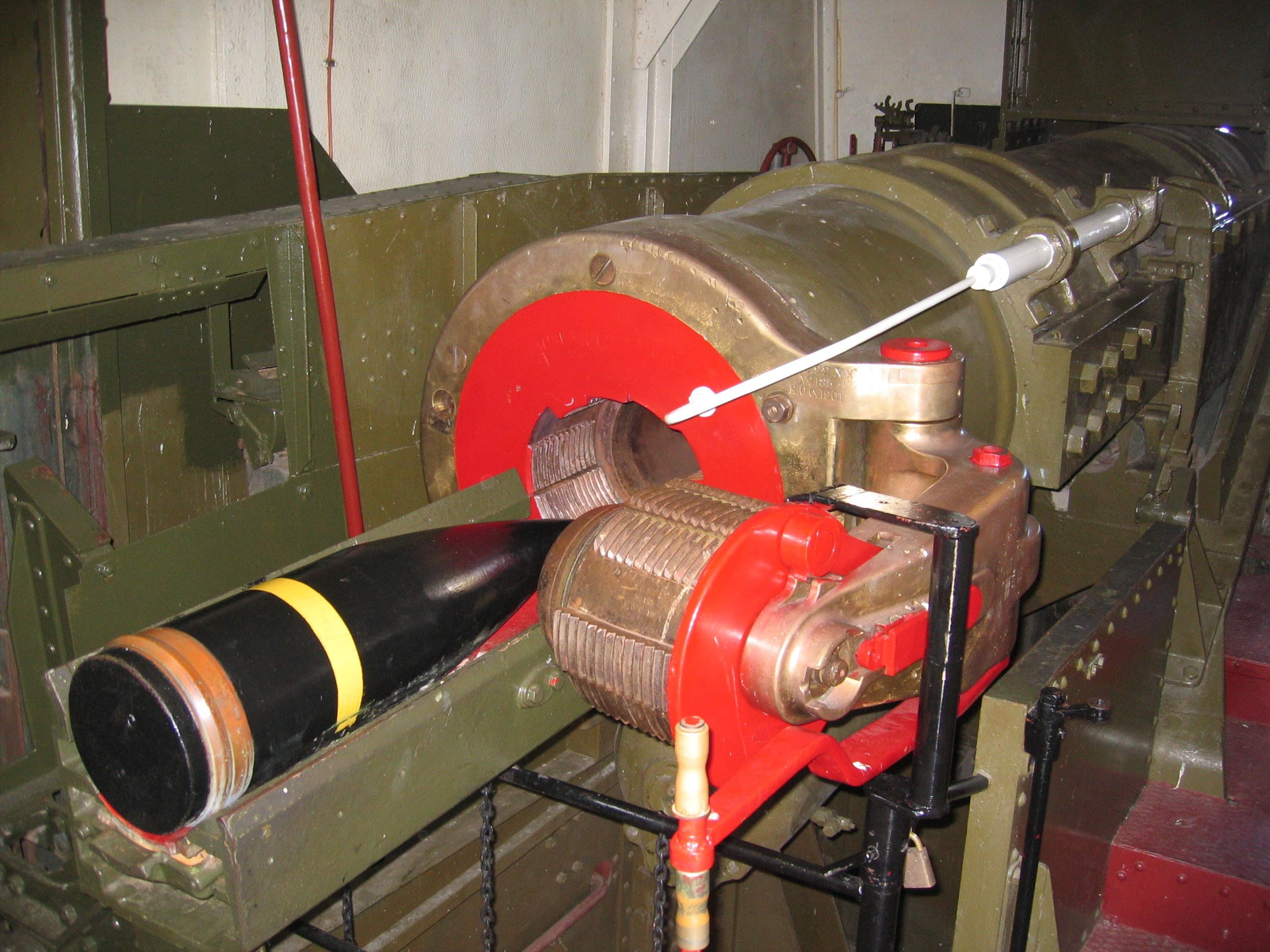
Geschoss und Verschluss, hier in Rottnest Island, Australien

Die beiden Geschütze der Batterie wurden durch Kanonen des Typs BL 9.2 inch gun ersetzt. Bei einem Geschossgewicht von 170 kg (380 pounds) konnte die Reichweite auf 26.700 m gesteigert werden. Diese Kanonen sollten zur Abwehr größerer Überwassereinheiten dienen.

## Nutzung im Zweiten Weltkrieg
Die Bewaffnung wurde schon vor Beginn des Zweiten Weltkrieges demontiert. Während des Krieges war hier eine Einheit mit Suchscheinwerfern (4. Searchlight Rgt. RA/RMA) stationiert.
Zwischen der Batterie und der Küste wurden jedoch mehrere MG-Bunker errichtet.
Diese MG-Bunker weisen einen quadratischen Grundriss auf und sind im inneren zweistöckig. Die Decke aus Stahlbeton war 381 mm dick, die Seitenwände aus dem gleichen Material 254 mm. Der Zugang erfolgte durch eine Stahltür im Erdgeschoss. Die Hauptbewaffnung, im Regelfall zwei wassergekühlte Maschinengewehre vom Typ Vickers, feuerte durch diagonal gegenüberliegende Schlitze im ersten Stockwerk. Beide Stockwerke waren zusätzlich mit Schießscharten versehen, diese konnte ebenso wie die Schlitze für die MG mit Stahlblechblenden verschlossen werden. Das Feuer wurde von einem Beobachter geleitet, der seinen Platz in einem mit Sehschlitzen versehenen Türmchen auf dem Dach des Gebäudes fand. Die Besatzung bestand aus ebendiesem Beobachter und je einem Richt- und Ladeschützen für jedes MG. Diese Bunker konnten eine enorme Feuerkraft gegen abgesessene Feinde entwickeln, waren jedoch gegen gepanzerte Fahrzeuge wirkungslos. Gegen direkte Treffer schwerer Artillerie waren sie ungeschützt. Der Schutz gegen Einsatz von Kampfstoffen konnte nur durch die Gasmasken der Besatzung gesichert werden. Die Besatzung dieser Türme war in der Lage, schwachen Feind abzuweisen und stärkere Feindkräfte aufzuhalten, bedurfte dazu aber der Unterstützung durch die Küstenartillerie.

## Nutzung nach dem Zweiten Weltkrieg
Aufgrund der geänderten geostrategischen Lage Maltas und der Weiterentwicklung von Bewaffnung und Ausrüstung verlor die Delle Grazie Battery wie auch die anderen Küstenbefestigungen Maltas schnell an Wert und wurde aufgegeben. Gegenwärtig wird das Gelände von der Stadt Xgħajra verwaltet und ist öffentlich zugänglich. Ein Teil der Befestigung befindet sich jedoch in Privatbesitz und kann weder betreten noch fotografiert werden.